# Universiteit van Maryland

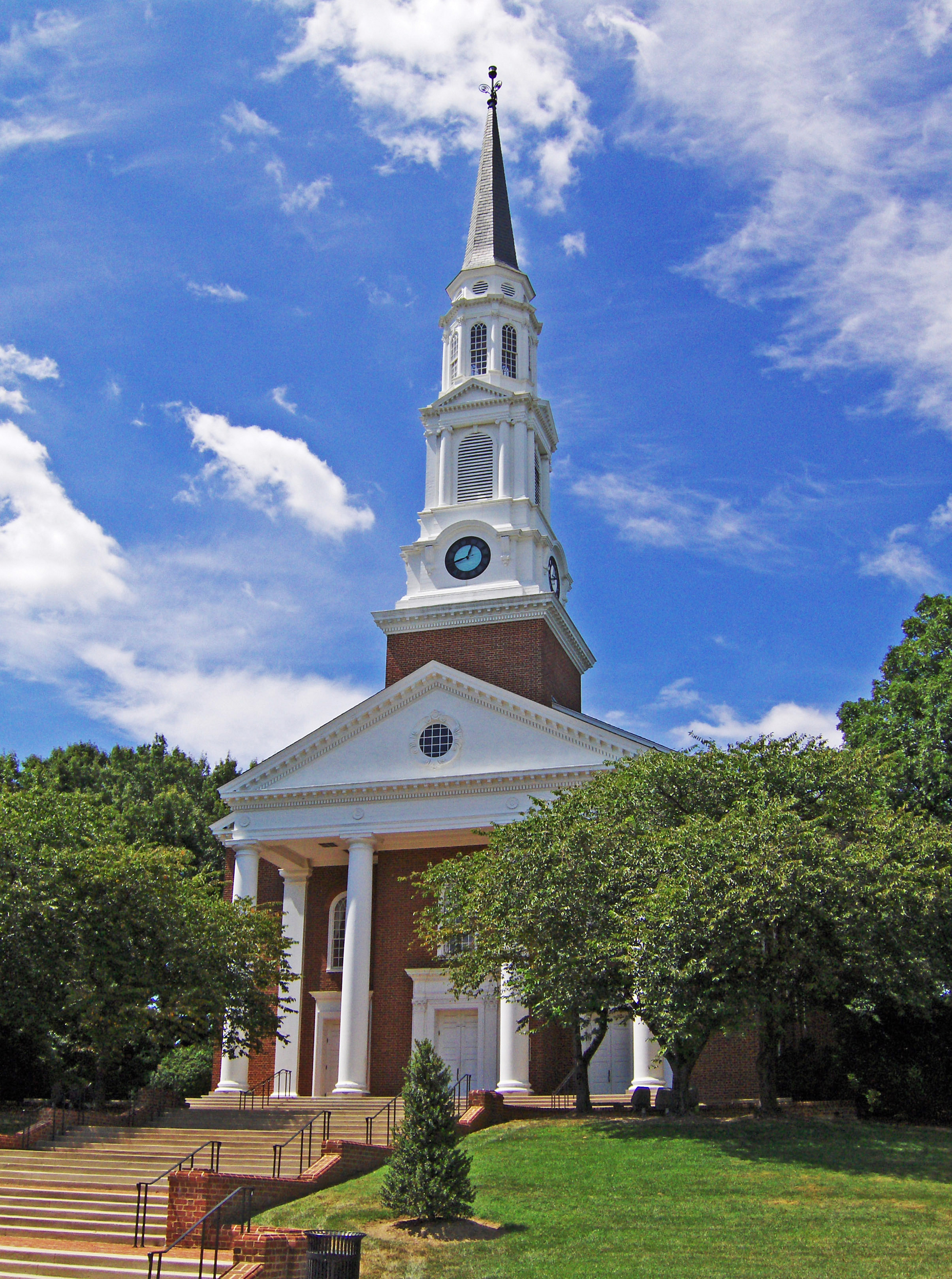
Memorial Chapel op de campus van de Universiteit van Maryland, College Park

De Universiteit van Maryland (Engels: University of Maryland), officieel het Universiteitssysteem van Maryland (University System of Maryland, USM), is een netwerk van 11 openbare universiteiten in de Amerikaanse staat Maryland. De Universiteit van Maryland heeft ruim 150.000 studenten en 14.000 faculteitsleden verspreid over meer dan 100 locaties. Het netwerk heeft een gezamenlijk jaarlijks budget van 4 miljard dollar (2009). Het hoofdkantoor is in Adelphi (Maryland).
De belangrijkste campus is de Universiteit van Maryland, College Park in College Park (een buitenwijk van Washington D.C.) met zo'n 37.000 studenten. Vaak wordt met "Universiteit van Maryland" dan ook specifiek de universiteit in College Park bedoeld.
Het Universiteitssysteem van Maryland ontstond na een fusie in 1988 van de vijf campussen van de Universiteit van Maryland met de zes universiteiten van het State University and College System of Maryland, waaronder de Universiteit van Baltimore. De naam was oorspronkelijk University of Maryland System, maar werd in 1997 gewijzigd in University System of Maryland.

## Structuur
De aangesloten universiteiten en onderzoekscentra zijn:

### Universiteiten
- Bowie State University
- Coppin State University
- Frostburg State University
- Salisbury University
- Towson University
- University of Baltimore
- University of Maryland, Baltimore
- University of Maryland, Baltimore County
- Universiteit van Maryland, College Park (UMD)
- University of Maryland Eastern Shore
- University of Maryland University College

### Onderzoekscentra en instituten
- University of Maryland Center for Environmental Science
- University of Maryland Biotechnology Institute

### Regionale campussen
- Universities at Shady Grove
- University System of Maryland at Hagerstown